# Казанская церковь (Ачкасово)
Церковь Казанской иконы Божией Матери (Казанская церковь) — православный храм в селе Ачкасово Воскресенского округа Московской области.
Относится к Воскресенскому 1-му благочинническому округу Коломенской епархии.

## История
Деревянный Никольский храм в селе Очкасово-Коромышева в Похрянского стана на реке Москве упоминается в писцовой книге Коломенского уезда за 1577-78 годов.
По писцовым книгам 1626-29 годов на месте храма пустое место. Восстанавливается Никольский храм при дворянах Норовых.
В 1747 году согласно метрическим книгам Коломенского уезда в селе Ачкасово значится Никольская церковь.
В начале XIX века село принадлежит дворянам Стрекаловым. В 1816—1819 годах строится новая кирпичная церковь на средства Е. И. Стрекаловой. Церковь была посвящена Казанской иконе Божьей Матери, придел — Николаю Угоднику. Новое название церковь получила, так как первым был освящён Казанский придел.
В середине 1930-х годов храм был закрыт.
В 1990 году церковь была возвращена Русской православной церкви. В 1994 году была проведена первая литургия после ремонта.

## Архитектура
Основное кирпичное здание церкви представляет собой четверик, на котором расположена световая ротонда. Двухъярусная колокольня со шпилем соединена трапезной со зданием церкви.
Здание по бокам украшают портики из белого камня. Церковь выполнена в стиле ампир. Элементы декора также украшены белым камнем.

## Настоятели
- протоиерей Кирилл Седов